# روديجر فالك
روديجر فالك (بالإنجليزية: Rüdiger Valk)‏ (من مواليد 5 أغسطس 1945) وهو عالم رياضيات ألماني. عمل أستاذاً لعلوم الكمبيوتر النظرية (المعلوماتية) في معهد العلوم المعلوماتية من جامعة هامبورغ، ألمانيا من 1976 حتى 2010.
درس فالك الرياضيات في جامعة بون (ألمانيا). أشرف عليه ويلفريد برور، واصل دراسته للحصول على درجة الدراسات العليا في بون وحصل على درجة الدكتوراه في الرياضيات عام 1974. وفي عام 1976 أصبح أستاذاً لعلوم الكمبيوتر النظرية (المعلوماتية). من عام 1985 حتى عام 2010 كان رئيسًا لمجموعة الأبحاث حول الأسس النظرية لعلوم الكمبيوتر في جامعة هامبورغ.

## أبحاثه
قام فالك ببحث على الأوتوماتية  والأنظمة الطوبولوجية  ومشاكل القرار والخصائص الهيكلية ل شبكة بيتري.
وقد نشر مقالات للمؤتمرات والمجلات وكذلك الكتب المدرسية.
كرس فالك حياته المهنية إلى بتري نتس ونتس ضمن نموذج نتس؛ وهي فكرة لاستخدام شبكات بتري كرموز في شبكات.
خلال فترة طويلة من حياته المهنية البحثية، عمل روديجر فالك بالتعاون الوثيق مع آدم كارل بيتري، مخترع بتري نتس، الذي كان يشغل منصب أستاذ فخري في جامعة هامبورغ.
علاوة على ذلك، ساهم فالك في النقاش حول كيفية تأثير أجهزة الكمبيوتر على المجتمع وكيف ينبغي النظر إلى المعلوماتية على أنها نظام علمي وإجراء أبحاث متعددة في التخصصات حول نماذج علم الاجتماع والانضباط المشتق من علم الاجتماع باعتباره تقاطعًا لعلم الاجتماع والمعلوماتية.